# Они ехали ночью
«Они ехали ночью» (англ. They Drive by Night) — «дорожная» драма с элементами детектива 1940 года режиссёра Рауля Уолша. Другое название: «Ночные маршруты». Сюжет частично заимствован из фильма 1935 года «Приграничный городок» с Бетт Дейвис, Юджином Пэллеттом и Полом Муни в главных ролях.

## Сюжет
Что есть у них, дальнобойщиков, «рыцарей дорог»? Работа, за которую они получают гроши? Вера в то, что когда-нибудь им удастся выкупить свой грузовик? Бесконечные долги да давно не плаченные проценты? А ещё непроходящее желание спать, потому что приходится быть всё время в пути, всё время в работе.
Из-за того, что не удаётся выспаться, можно не только потерять заказ, но и лишиться самого дорогого, что у каждого из них есть — жизни. Как это уже не раз случалось в жутких ночных маршрутах. Стоит лишь на мгновенье сомкнуть глаза, как под колёсами тут же разверзается пропасть — и уже не выжить.
Но Полу Фабрини повезло — в такой автокатастрофе он «всего лишь» потерял правую руку. Но главное — остался жив. Теперь его брату Джо приходится работать не только за себя, но и ради брата и его жены. А тут и случай подвернулся. Джо был дружен с владельцем крупной транспортной кампании Эдом Карлсеном. И вот по предложению своей жены, тайно влюблённой в Джо, Эд пригласил его к себе на высокую и хорошо оплачиваемую должность. Жизнь начала налаживаться. Теперь Джо можно подумать и о семейной жизни, тем более, что он знаком с такой замечательной девушкой, как рыжеволосая Кэсси Хартли. Только как быть с постоянными домогательствами со стороны Ланы? Джо не станет за спиной друга крутить роман с его женой.
Но что-то предпринять всё же придётся, поскольку Лана не собирается оставлять ситуацию так, как есть. Она готова на всё, даже на убийство. Кто поможет Джо? Вся надежда только на дружную команду водил-дальнобойщиков и на любимую женщину.

## Создатели фильма
Режиссёр: Рауль Уолш.
Авторы сценария: Джерри Уолд, Ричард Макколей. По мотивам романа А. И. Безеридиса.
Композитор: Адольф Дойч.
Оператор: Артур Идесон.
В ролях:
- Джордж Рафт — Джо Фабрини
- Энн Шеридан — Кэсси Хартли
- Айда Лупино — Лана Карлсен
- Хамфри Богарт — Пол Фабрини
- Гейл Пейдж — Перл Фабрини
- Алан Хейл — Эд Карлсен
- Роско Карнс — Ирландец МакГёрн
- Джон Лител — Гарри МакНамара
- Джордж Тобиас — Джордж Рондолос

В титрах не указаны
- Джон Риджли — Хэнк Доусон
- Фрэнк Уилкокс — репортёр
- Дик Уэссел — водитель в кафе
- Чарльз Хэлтон — Фарнсуорт